# Die Entdeckung der Currywurst (Film)
Die Entdeckung der Currywurst ist ein Spielfilm von 2008 nach der gleichnamigen Novelle von Uwe Timm unter der Regie von Ulla Wagner mit Barbara Sukowa und Alexander Khuon in den Hauptrollen.

## Handlung
Lena Brücker lebt in Hamburg während des Zweiten Weltkrieges. Bei einem Bombenangriff lernt sie zufällig den auf Heimaturlaub befindlichen Soldaten Hermann Bremer kennen. Sie gewährt ihm für die Nacht Unterschlupf und bittet ihn am nächsten Morgen, weiterhin zu bleiben, was er auch tut, wodurch er fahnenflüchtig wird. Er muss sich ständig versteckt halten und sie verschweigt ihm das Kriegsende. Eines Tages kann sie die Wahrheit nicht länger verheimlichen, woraufhin er sie am selben Tage verlässt.

## Unterschied zum Buch
Im Film geht es hauptsächlich um die Beziehung zwischen Lena Brücker und Hermann Bremer. Im Buch gibt es eine Rahmenhandlung, in der der Erzähler Lena Brücker in den 1950ern als Junge in Hamburg kennengelernt hat, und sie dann in der Jetztzeit aufsucht, und sich die Geschichte von ihr in direkter Rede erzählen lässt.

## Sonstiges
Gedreht wurde in Köln und Riga, Lettland.

## Auszeichnungen
- Barbara Sukowa als beste Darstellerin beim World Film Festival in Montréal[2]
- Die Deutsche Film- und Medienbewertung FBW in Wiesbaden verlieh dem Film das Prädikat besonders wertvoll.